# 극동사령부 (미국)
극동사령부(極東司令部, Far East Command, FECOM)는 남서태평양 지역(SWPA)의 후신 조직으로서 극동군사령부로도 잘알려진 미국 국방부의 극동전구사령부였다.
극동지역에 해당하는 대한민국, 일본, 류큐 열도 필리핀, 마리아나 제도, 오가사와라 제도 안의 모든 미국 주둔군을 관리통제하는 임무를 지녔으며, 극동 사령관은 연합군 최고사령관(SCAP), 유엔군 사령관(UNC), 극동 육군 사령관(AFFE)을 겸직하였다.

## 역사

### 군정기
1947년 1월 1일, 연합군 최고사령관인 더글러스 맥아더를 초대 극동사령관으로 임명하여 도쿄 다이이치 빌딩에 본부가 설치되었다. 극동 육군 예하 제8군(당시 제8군은 제1(I)군단, 제9(IX)군단, 24(XXVI)군단을 지휘하고 있었다)과 마리아나-보닌사령부(MARBO), 필리핀-류큐 사령부(PHILRYCOM)를 예하에 두었다. MARBO는 1948년 8월 8일에 어깨소매표장을 인가받았다.
1948년 8월 1일, 필리핀-류큐 사령부가 각각 필리핀 사령부와 류큐사령부로 분리되었다. 8월 15일에 남한 정부가 수립되어 한국의 군정기 임무가 끝을 맺자, 주한 미군(USFIK)은 한반도에서 철수하였고, 1949년 1월 25일 제24(XXIV)군단이 해체되었다.
1950년 3월 28일, 교토 지역의 제1(I)군단과 센다이 지역의 제9(XI)군단은 대규모 군비 축소에 따라 해체되었다. 따라서 제8군은 도쿄의 제1기병사단, 센다이의 제7보병사단, 규슈의 제24보병사단, 오사카의 제25보병사단를 직접 지휘하게 되었다.

### 한국 전쟁
1950년 6월 25일 새벽, 북한의 기습으로 인해 한국 전쟁이 시작되었다. 이틀이 지나, 6월 27일 전방사령부/한국연락반(ADCOM)를 경기도 수원에 설치하였다. 선발대로 파견된 제24보병사단이 T-34 전차에 의해 극심한 피해를 보았다는 보고를 받자, 7월 3일 맥아더는 T-34 전차를 격파하기 위한 M20 "수퍼 바주카" 보급을 요청하였다.
7월 14일, 더글러스 맥아더는 대한민국의 대통령 이승만으로부터 대한민국 국군의 작전지휘권한을 이양받아, 이를 다시 제8군으로 넘겼다. 그리고 J. 로턴 콜린스 육군 참모총장으로부터 UN 깃발을 전달받았다. 극동 사령관은 새로이 창설된 유엔 사령관을 겸직하게 되었다.
8월 10일, 8 군이 많은 사단을 통제하는데 어려움을 겪는 것을 확인하여 3개 군단의 지원을 요청하였다. 제1, 9군단이 재소집되어 9월 13일과 23일에 한반도에 전개하였으며, 군단은 제8군 예하의 사단을 배속받아 지휘하였다. 제10(X)군단은 8월 26일 국제 연합 사령부에서 재창설되어 상륙군 사령부로서 편성되었다. 더글러스 맥아더는 FEC/UNC 참모장인 에드워드 M. 알몬드 소장을 군단장으로 지목하고 참모장 직책을 겸하게 하여 제10(X)군단장으로 임명하였다. 제10군단은 X Force로서 인천 상륙 작전을 통해 전환을 뒤집는 역할을 하였다.
12월 15일, 류큐사령부가 제9군단와 연합하여 "류큐 열도 사령부/제9(IX)군단, 연합본부"가 되고, 오키나와, 류큐 열도의 장기 통치를 위해 류큐 열도 미국군정부에서 류큐 열도 미국민정부로 대채되었다.
1951년 4월, 제16(XVI)군단을 예비대로 선정하고, 캠프 쉼멜페니그에 사령부를 재소집하였다. 제16군단은 제1기병, 제24, 제40보병사단의 3개 사단을 배속받았다. 4월 11일 더글러스 맥아더가 트루먼 대통령에 의해 해임되고 매슈 리지웨이가 후임 사령관으로 임명되었다. 제10(X)군단이 극동 사령부 직할에서 제8군 예하로 예속되었다. 합동참모는 보닌-마리아나 사령부, 필리핀 사령부, 대만에 대한 책임권한을 태평양 사령부로 이전하였다.
1952년, 사령부 본부를 퍼싱 헤이츠로 옮겼다.
1952년 4월 28일에 미국과 일본 간의 샌프란시스코 강화조약이 체결/발효됨에 따라 연합군 최고사령부가 해체되어, 극동 사령관의 연합 최고 사령관 겸직이 줄어들었다. 5월 12일 마크 웨인 클라크가 세번째 극동 사령관이 되었다.

### 냉전
1953년 10월 7일, 존 E. 홀 장군이 네번째 극동 사령관에 임명되었다.
1954년 1월 1일에 제9(IX)군단은 제8군에서 극동 육군으로 예속되어, 3년 뒤 1957년 11월에 전선을 떠나 오키나와 캠프 버크너로 옮겨갔다. 11월 20일, 남북 휴전 협정에 따라 전쟁이 중단되자, 제16(XVI)군단은 예비대로서의 임무를 끝내고 해산하였다.
1955년 4월 1일, 레이먼 렘니체르 장군이 다섯번째이자 마지막 극동 사령관으로 임명되었다.
1957년 1월 1일, 제9(IX)군단이 미국 류큐 열도 육군과 병합하여 류큐사령부 본부/제9(IX)군단이 되었다.
7월 1일, 한미상호방위조약에 따라 주한 미군이 창설되면서 한반도 주둔군에 대한 통제권이 넘어갔다. 그리고 극동 사령부는 하와이주 호놀룰루로 이동하여 태평양 사령부에 병합되면서 해체되었다. 유엔사령부는 캠프 자마에 후방사령부를 창설하고 주둔시킨 다음에 대한민국 서울특별시 용산구 용산 기지로 옮겨갔으며, 극동 육군은 캠프 자마에서 주일 육군, 극동 공군은 요코타 비행장에 세입하면서 태평양 공군으로 재편성되었다.

## 지휘관
극동사령부 총사령관은 CINCFE로 줄여서 표기하였다.
1. 대장 더글러스 맥아더, 1947년 7월 1일 ~ 1951년 4월 12일
2. 대장 매슈 리지웨이, 1951년 4월 12일 ~ 1952년 5월 12일
3. 대장 마크 웨인 클라크, 1952년 5월 12일 ~ 1953년 10월 7일
4. 대장 존 E. 홀, 1953년 10월 7일 ~ 1955년 4월 1일
5. 대장 레이먼 렘니체르, 1955년 4월 1일 ~ 1957년 7월 1일

## 편성
각 조직 옆의 기간은 극동사령부에 배속되어 있던 기간을 나타낸다.
- 유엔사령부; 1950년 7월 14일 ~ 1957년 7월 1일, 주한 미군으로 전속됨.
- 극동 육군(AFFE); 1947년 1월 1일 ~ 1957년 7월 1일, 주일 미국 육군으로 재편성됨.
  - 제8군(EUSA); 1947년 1월 1일 ~ 1957년 7월 1일, 주한 미군으로 전속됨.
    - KCOMZ; 1952년 6월 11일 ~ 1953년 1월 16일

  - 주일 군수사령부 (JLC/JAPLOGCOM); 1950년 8월 25일 ~ 1952년 10월 1일, 극동 육군에 기능이 병합됨.
- 극동 공군(FEAF)
- 극동 해군(NAVFE); 1957년 7월 1일, 주일 미국 해군으로 재편성됨.
  - 제7함대; 1957년 7월 1일, 미국 태평양 함대로 전속됨.
- 제10(X)군단; 1950년 8월 26일 ~ 1951년 4월, 제8군로 전속됨.
- 제16(XVI)군단; 1951년 4월 ~ 1954년 11월 20일, 해산함.
- 극동전략작전군; 1954년 6월 8일 ~ 1957년 7월 1일, 해체됨.
- 마리아나-보닌 사령부 (MARBO); 1947년 1월 1일 ~ 1951년, 태평양 사령부(USPACOM)로 전속함; 1958년, 해체됨.
- 필리핀-류큐 사령부 (PHILRYCOM); 1946년 12월 1일 ~ 1948년 8월 1일, 분리됨.
  - 필리핀 사령부 (PHILCOM); 1948년 8월 1일 ~ 1951년, 태평양 사령부(USPACOM)로 전속됨.
  - 제8116부대/류큐사령부 (RYCOM); 1948년 8월 1일 ~ 1957년 6월 30일, 태평양 사령부(USPACOM)로 전속함.
    - 류큐 열도 미국군정부 (USMGR); 1947년 1월 1일 ~ 1950년 12월 15일, USCAR로 재조직됨.
    - 류큐 열도 미국민정부 (USCAR); 1950년 12월 16일 ~ 1957년 7월 1일
- 제8087부대/극동 육군 협조파견대; 1953년 ~ ?
- 제8177부대/연합사령부 극동정찰처;
- 제8201부대/한국민간원조사령부 (KCAC); 1953년 7월 1일 ~ ?
- 제8240부대
  - 극동사령부 연락단; 1952년 12월 10일, 제8177부대/연합사령부 극동정찰처로 재편성됨.
  - 주한 유엔 유격군 (UNPIK); 1951년 ~ 1954년 4월 30일
- 제8242부대/연합사령부 주한 정찰활동처 (CCRAK); 1951년 ~ 1953년

## 같이 보기
- 주한 미군
- 주일 미군
- 일본의 군정기

## 참고

### 인용
1. ↑  “Marianas Bonins Command” (영어). The Institute of Heraldry. 2020년 1월 16일에 확인함.
2. ↑  “349.5.2 Records of Headquarters United States Forces, Korea” (영어). 미국 국립문서기록관리청. 2014년 6월 11일에 확인함.
3. ↑  “Pacific Air Forces” (영어). Air Force Historical Research Agency. 2013년 8월 2일에 확인함.

### 자료
- Harold W. Nelson (1994년 1월 31일). 〈Chapter III: The Command Structure: AFPAC, FEC and SCAP〉. 《Reports of General MacArthur》 (영어). Washington, D.C.: Center of Military History. 2019년 4월 14일에 확인함.
- “349.3 Records of the Far East Command (FEC)” (영어). 미국 국립문서기록관리청. 2014년 6월 11일에 확인함.